# Кажлодка
Кажло́дка (рос. Кажлодка, ерз. Кажлотка) — село у складі Торбеєвського району Мордовії, Росія. Адміністративний центр Кажлодського сільського поселення.
Населення — 578 осіб (2010; 670 у 2002).
Національний склад станом на 2002 рік:
- мокшани — 82 %